# راؤول تشافيز سارمينتو
راؤول تشافيز سارمينتو (بالإسبانية: Raúl Arturo Chávez Sarmiento) هو رياضياتي بيروفي، ولد في 24 أكتوبر 1997 في بيرو.